# ليو أوستريا
ليو أوستريا (بالتاغالوغية: Leo Austria)‏ مواليد 14 مارس 1958 في كزون، الفلبين، هو مدرب كرة سلة فلبيني ولاعب سابق. بدأ مسيرته الاحترافية في سنة 1985. يدرب فريق سان ميغيل بيرمن في الرابطة الفلبينية لكرة السلة. اعتزل اللعب في 1993.